# Future Nostalgia (single)
Future Nostalgia is een nummer van de Britse zangeres Dua Lipa, dat onderdeel is van haar  gelijknamige studioalbum (2020). De single werd geschreven door Lipa, Clarence Coffee Jr. en de producer Jeff Bhasker. Het nummer werd uitgebracht werd als een promotiesingle uitgebracht op 13 december 2019 door Warner Records. Het nummer dat uitgebracht werd als extraatje is een electro, synth-funk nummer, met invloeden vanuit de hip-hop en de discowereld. 

## Achtergrond
In november 2019, bracht Lipa Don't Start Now uit, de eerste en belangrijkste single van het toen nog te verschijnen album Future Nostalgia. Terwijl ze het nummer promootte, kondigde ze de titel track aan voor de fun met lyric video. Dua vertelde dat het om het openingsnummer van het album ging, en dat het nummer niet als single zou dienen. Lipa schreef het nummer in Los Angeles met een tweetal anderen. Het nummer bevat grappige speelse lyrics zoals "I know you ain't used to a female Alpha" and "I can't teach a man how to wear his pants". Dit toont ook het feministische kantje aan het nummer en aan het studioalbum. 
De schrijvers van AllMusic vergeleken het nummer met het werk van Timbaland, terwijl Stereogum schrijver Tom Breiham het nummer vergeleek met het gekende album Random Access Memories (2013) van Daft Punk. 